# Mario Amendola
Mario Amendola (* 8. Dezember 1910 in Recco (Genua); † 22. Dezember 1992 in Rom) war ein italienischer Drehbuchautor und Filmregisseur.

## Leben
Mit über 150 Drehbüchern und fast 40 Filmen in eigener Regie gehört Amendola zu den profiliertesten Gestalten des italienischen Kommerzkinos der 1950er bis 1980er Jahre.
In seiner Jugendzeit ging Amendola nach Turin und fand Gelegenheit, als Schauspieler und bald als Autor für komische Szenen zu arbeiten. Sein Stil und seine Art von Komik erregte bald die Aufmerksamkeit bekannter Künstler. So schrieb er bald für die Revuen von Wanda Osiris und wurde mit Ruggero Maccari der Stammautor für Erminio Macario. Auch Renato Rascel oder Walter Chiari nutzten nach dem Zweiten  Weltkrieg sein Talent für Komödien und Musikfilme, was er später mit deren „Nachfolgern“ wie Franco Villa, Totò oder Franco &  Ciccio fortsetzte. Mit Bruno Corbucci zusammen schrieb er die Filmserie um den schmuddeligen Detektiv Tony Marroni, die auch in Deutschland großen Erfolg hatte.
Ab 1949 führte er von Zeit zu Zeit nach eigenen Drehbüchern auch selbst Regie bei 37 Filmen. Diese Filme wurden selten im deutschsprachigen Raum aufgeführt.

## Filmografie (Auswahl)
Drehbuch
- 1951: Aufruhr im Familienbad (La famiglia Passaguai) – Regie: Aldo Fabrizi
- 1951: Zorro, der Held (Il sogno di Zorro)
- 1952: Ein Auto macht noch keinen Millionär (Cinque poveri in automobile) – Regie: Mario Mattòli
- 1952: Engel aus der Kellerwohnung (Gli angeli del quartiere)
- 1957: Der Korsar vom roten Halbmond (Il corsaro della mezzaluna) – Regie: Giuseppe Maria Scotese
- 1960: Kasernengeflüster (Un militare e mezzo) – Regie: Stefano Vanzina
- 1963: Cesare Borgia (Il duca nero) – Regie: Pino Mercanti
- 1963: Taxifahrer (I quattro tassisti) – Regie: Giorgio Bianchi
- 1963: Maskenball bei Scotland Yard
- 1963: Teufelskerle mit Schwert und Degen (I diavoli di Spartivento) – Regie: Leopoldo Savona
- 1963: Zorro mit den drei Degen (Le tre spade di Zorro)
- 1964: Kaiser der Gladiatoren (I due gladiatori)
- 1964: Maciste, der Held von Sparta (Maciste, gladiatore di Sparta)
- 1964: Zorros grausamer Schwur (El Zorro cabalga otra vez)
- 1966: Laß die Finger von der Puppe (Per un pugno di canzoni)
- 1966: Für eine Handvoll Blei (Uccidi o muori)
- 1967: Sein Wechselgeld ist Blei (I giorni della violenza)
- 1967: Die gnadenlosen Zwei (Odio per odio)
- 1967: Wer zuletzt lacht, lacht am besten (Riderà!) – Regie: Bruno Corbucci
- 1968: Drei tolle Kerle (Tre supermen a Tokio) – Regie: Bitto Albertini
- 1968: Im Staub der Sonne (Spara, gringo, spara)
- 1968: Killer adios (Killer, adios)
- 1968: Leichen pflastern seinen Weg (Il grande silenzio)
- 1969: Isabella – Mit blanker Brust und spitzem Degen (Isabella, duchessa dei diavoli)
- 1971: Bratpfanne Kaliber 38 (…e alla fine lo chiamarono Jerusalem l’implacabile)
- 1972: Die rote Sonne der Rache (La banda J.S.: cronaca criminale del Far West)
- 1973: Frauen, die man Töterinnen nannte (Le amazzoni – donne d’amore e di guerra)
- 1973: Little Kid und seine kesse Bande (Kid il monello del West)
- 1974: Herr General, sie könn’ uns mal (4 marmittoni alle grandi manovre) – Regie: Marino Girolami
- 1975: Stetson – Drei Halunken erster Klasse (Il bianco, il giallo, il nero)
- 1975: Africa Express
- 1976: Die Strickmütze (Squadra antiscippo) – Regie: Bruno Corbucci
- 1976: Hippi Nico von der Kripo (Squadra antifurto) – Regie: Bruno Corbucci
- 1976: Safari Express
- 1977: Messalina – Kaiserin und Hure (Messalina, Messalina!) – Regie: Bruno Corbucci
- 1977: Der Superbulle räumt die Wüste auf (Il figlio dello sceicco)
- 1977: Der Superbulle schlägt wieder zu (Squadra antitruffa) – Regie: Bruno Corbucci
- 1978: Zwei sind nicht zu bremsen (Pari e dispari)
- 1978: Der Superbulle jagt den Paten (Squadra antimafia) – Regie: Bruno Corbucci
- 1979: Ein Superbulle gegen Amerika (Squadra antigangsters) – Regie: Bruno Corbucci
- 1979: Der Superbulle jagt den Ripper (Assassinio sul Tevere) – Regie: Bruno Corbucci
- 1980: Zwei tote Hosen sahnen ab (Uno contro l’altro, praticamente amici) – Regie: Bruno Corbucci
- 1980: Elfmeter für den Superbullen (Delitto a Porta Romana) – Regie: Bruno Corbucci
- 1980: Der Kuckuck (Il lupo e l’agnello) – Regie: Francesco Massaro
- 1980: Leinen los – wir saufen ab (Mi faccio la barca) – Regie: Sergio Corbucci
- 1981: Ein Schlitzohr außer Rand und Band (Delitto al ristorante cinese) – Regie: Bruno Corbucci
- 1981: Zwei Asse trumpfen auf (Chi trova un amico, trova un tesoro)
- 1982: Banana Joe
- 1982: Das Schlitzohr vom Highway 101 (Delitto sull’autostrada)
- 1982: Das verhexte Haus (La casa stregata) – Regie: Bruno Corbucci
- 1983: Bud, der Ganovenschreck (Cane e gatto)
- 1983: Don Camillo und das Schlitzohr (Il diavolo e l'acquasanta) – Regie: Bruno Corbucci
- 1984: Formel eins und heiße Mädchen (Delitto in formula Uno) – Regie: Bruno Corbucci
- 1984: Ein Superesel auf dem Ku'Damm (Delitto al Blue Gay) – Regie: Bruno Corbucci
- 1984: Breakdance Sensation 1984 (Dance music) – Regie: Vittorio De Sisti
- 1986: Aladin (Superfantagenio)

auch Regie
- 1959: Terror in Oklahoma (Il terrore dell’Oklahoma)
- 1959: Tina räumt auf (La sceriffa)
- 1964: Der Sieger von Samarkand (Il ladro di Damasco)
- 1966: Flitterwochen auf italienisch (Viaggio di nozze all’italiana)
- 1967: Tolles Herz, halt dich fest (Cuore matto)
- 1968: Mein Leben hängt an einem Dollar (Dai nemici mi guardo io!)
- 1970: Gelegenheit macht Eifersucht (Lacrime d’amore)
- 1974: SOS – Der Käpt’n spinnt (Pasqualino Cammarata… capitano di fregata)